# 기독교와 점성술
기독교와 점성술은 현대의 정통파 기독교 신학에서는 양립할 수 없는 것으로 여겨지지만, 언제나 그래오고 있지는 않다.

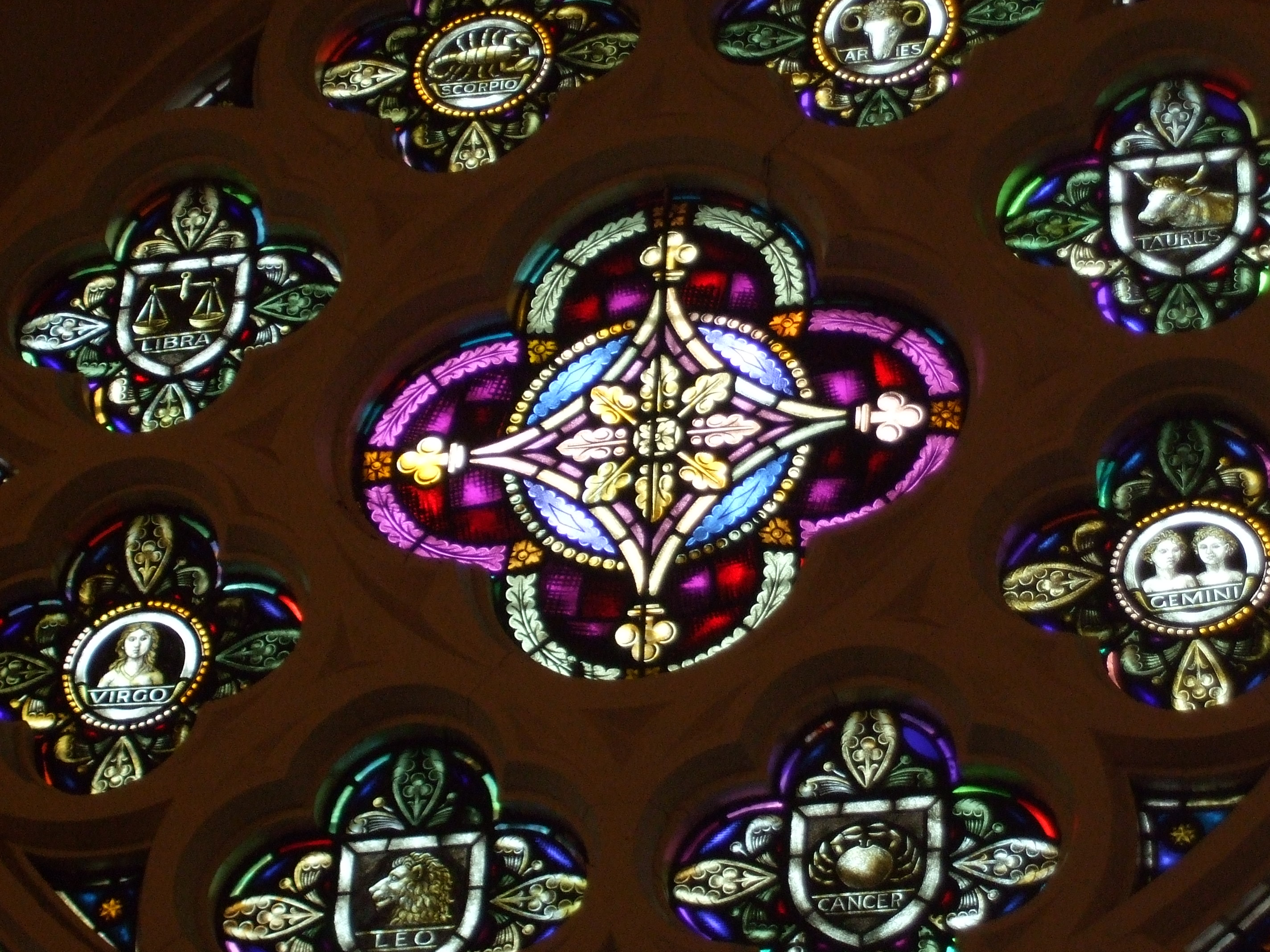
캐나다의 한 장로교 예배당 본관에 있는 스테인드 글라스에 점성학적 도형이 묘사되어 있다. 이 예배당은 1889년에 완공되었다. 이 작품은 완성되지 않았는데, 12 개의 별자리 중에서 8개만 포함되어 있다.

## 성경의 점성학적 내용

### 타나크
다니엘서에서, 점성술사들은 미래를 예언하지 못하였다. 바빌론의 왕 네부카드네자르는 그의 점성가나 "현자"가 해석할 수 없는 심란한 꿈을 꾸었다. 왕은 유다에서 잡혀온 포로들 가운데 한 청년 다니엘을 포함한 모든 현자들을 불러들였다. 다니엘은 왕의 호위대장에게 하느님께서 신비를 드러내실 것이니 답을 알아낼 기한을 달라고 부탁하였다.
그러나, 타나크의 원본에는 하늘이 시간의 경과를 표시하기 위해서 해석되어야 하는 영역임을 시사하는 명백한 인용이 있다. "하느님께서 말씀하시기를 "하늘의 드넓은 영역에 빛나는 것들이 있게 하여 낮과 밤을 구별하고, 그것들이 계절과 날짜 그리고 연도를 표시하는 별자리로 역할하게 하노라. 그리고, 하늘의 드넓은 영역에서 빛나는 그것들이 땅으로 빛을 비추게 하노라."하시니 그렇게 되었다."(창세기 제1장 14~15절) 점성술사들은 하늘의 진의에 대한 그러한 피상적인 언급을 기초로 삼아 시간을 표현하려 했을 뿐만 아니라, 점성술을 사용한 더 예언적인 해석에 대한 신빙성을 부여하려 했다.

### 신약 성경
마태오 복음서에서, 저자는 제2장에 동방에서 온 불특정 인원의 마구스들(또는 어떤 번역에 의해서는 동방 박사들)이 당시의 근래에 탄생한 유대 왕이 있는 위치를 찾으려 했다고 기록한다. (여기서 "마구스"는 일반적으로 "점성술사"를 의미한다.) 예루살렘에서 수 킬로미터 떨어진 베들레헴의 작은 마을은 출생 장소를 나타낸다. 동방의 마구스들은 그 방향을 따라가서, 아기 예수와 그의 어머니 마리아를 만난다. 아기를 발견한 마구스들은 그에게 절하고 금과 유향 그리고 몰약을 선물로 주었다. 그리스어로 "마구스"(복수형: 마기)는 다른 의미들도 지니는데, 예를 들어, 사도행전에서 (시몬 마구스 또는 마법사 시몬이라고 알려진) 시몬이라는 한 남성에대한 언급이 있다. 시몬은 동방이 아닌 사마리아에서 왔기 때문에, 사도행전에서의 마구스라는 단어는 아마도 한 직업의 분야로써 점성술은 아닌 마법이나 점복을 의미하는 듯 하다.
마태오 복음서는 마구스들이 점성학적 연구를 통해 아기 예수를 방문했음을 분명히 한다. 마태오는 그들을 "별을 따라온 사람들"이라고 묘사한다. 그러함은 일반적으로 행성 관측과 별자리의 위치 확인, 그것들을 통한 그들의 위치 계산 및 추정 정확한 시간 측정 그리고 고대 문헌들을 활용한 예언이 포함된다. 그 철차는 간결히 천궁도의 작성이라 할 수 있으며, 그것이 한 사람의 소재를 밝혀내는 데 사용되었다면, 그 절차는 "별을 따라옴"에 비유될 수 있다.
오늘날, 많은 사람들이 마태오가 언급한 "별"을 현대 용법에서 사용되는 "항성"이라는 뜻으로 오인하는 경우가 있는데, 그러나 마태오의 동방 박사 즉 마구스 점성술사에 대한 언급은, 그들이 "고정된" 별자리에 대한 행성들(과 달 그리고 태양)이라 불리던 방랑하는 별들의 이동을 관측하여 아기의 위치를 찾아냈음을 의미하고, 그러함은 마구스들이 아기의 위치를 결정하기 위해서 천궁도를 작성했음을 암시한다.
게다가, 마구스들은 유다의 왕과의 대면 시간에 대한 약간의 직접적인 지식도 갖고 있었다. 그들은 외견적으로는 메시아에 대한 성경의 예언을 따라온 것이 아니며, 따라서, 그것으로 출생 장소나 그를 찾을 곳을 알아냈을리 만무하다. 아기 예수를 찾아온 마구스들에 대한 모든 기록은 오로지 그들이 동쪽으로부터의 관측에서 비롯된 정보만을 갖고 있었다고 전한다. 그리고, 그 정보는 행성들의 이동에 관한 것임은 분명하고 점성학적 해석의 포함을 배제할 수 없다.
그러나, 점성가들은 분명 루카 복음서의 다음과 같은 한 절에도 의미를 둔다. "너희는 흙으로 만든 물동이를 나르는 한 남자를 만날 터인데, 그가 들어가는 집으로 들어가거라."(제2장 10절) 물병자리의 시대는 물통을 든 사람으로 상징화되기 때문에, 성경의 그 구절은 그리스도교가 세계적으로 우세한 종교가 된 물고기자리의 시대를 대체하는 시대인 물병자리의 점성학적 '하우스'로 들어가라는 예수의 권고로 여겨진다.
한 시대의 경과나 도래하는 시대에 대한 많은 언급이 있다. 예를 들면, 마태오 복음서 28장 20절의 "그리고, 반드시 내가 이 세상(또는 시대)의 맨 끝까지 언제나 너희와 함께 한다." 뿐만 아니라, 마태오 복음서 12장32절과 13장39~40절 그리고 24장3절, 루카 복음서 18장29~30절, 코린토 신자들에게 보낸 첫째 서간 3장6~8절과 10장11절, 에페소 신자들에게 보낸 서간 1장21절, 히브리인들에게 보낸 서간 6장5절과 9장26절, 요한 묵시록 15장3절 등이 있다. 성경에서, 이 구절들의 의도된 의미는 고대나 동시대의 점성술사들에 의해 언급된 시대의 개념과는 전적으로 같지 않을 수도 지만, 사람들로 하여금 별개의 시대들을 구분케 하려는 의도는 명백하다.
점성학적 구분에 따르면, 예수는 양자리의 시대와 물고기자리의 시대의 사이에 태어났다. 양자리의 상징은 전형적으로 숫양이지만, 때때로 새끼양이 사용되는데, 예수는 하느님의 어린양으로도 알려져 있다. 예수의 출생 때 쯤에 시작되었다고 전해지는 물고기자리의 시대는 물고기의 상징성이 우세하며, 신약 성경에서는 물고기가 현저한 특징을 이룬다는 점이 주목할 만하다. 예수는 어부를 제자로 삼았고, 생선을 늘려 배고픈 사람들을 먹였으며, 부활하고 나서 생선을 먹었다.

## 교회와 점성술
역사 동안, 서양의 교회 지도자들은 때때로 점성술의 연구와 예언 그리고 학습에 다른 정도의 신뢰성을 부여해왔다. 초기 기독교에서 점성술은 다소 지원을 받았지만, 암흑기 동안에, 그러한 지원은 사그라들었다. 르네상스 동안에 서양에서, 점성술이 대한 지원이 다시 싹텄다. 서양의 주요 정교회의 그것에 대한 증언이 되는 가톨릭 백과사전의 1913년판은 다음과 같이 전한다.:

321년, 콘스탄티누스는 칼데아인들과 마구스들 그리고 목숨을 건 그들의 추종자들을 협박하는 한 칙령을 공표했다. 수세기에 걸쳐 점성술은 서유럽 기독교의 일부로부터 현재는 자취를 감추었다.

... 초기 기독교의 전승은 천문학을 선한 천사들과 아브라함의 소개로 묘사한 반면, 점성술을 함으로 묘사함으로써 그렇게 두 분야를 구별했다. 특히 성 아우구스티누스는 ... 점성술에 대항해서 설투했으며, 그것의 순수 자연과학과의 융합을 방지하려 애썼다.

황제 카를 4세와 카를 5세, 교황 식스토 4세와 율리오 2세, 레오 10세 그리고 바오로 3세와 같은 황제들과 교황들은 점성술의 열성가들이 되었다. 그 통치차들의 생애 동안에, 점성술은 공직 생활의 규범이 되었는데, 예를 들면, 궁정 점성가의 자문에 따라서 사절은 교황이나 황제의 알현이 허락되는 것이 그 시대의 사실적 특징이었다. 바이에른 출신의 성공한 수학자 레기오몬타누스와 케플러는 생계를 위해 점성술을 실천한 것으로 추정되지만, 그러함은 지적으로 고결한 입지가 유지되었다. 따라서, 점성술은 또 다시 모든 천문학자들의 양어머니로 역할했다. 르네상스 시대는 천문적인 면에서 코페르니쿠스의 시대였다고 해도 과언이 아닌데, 그의 심원한 연구와 이론들은 점성술의 발전에 도움이 되었다. 그 분야의 열성적인 후원자들 가운데 카트린 드 메디시스는 프랑스에 점성술을 대중화시켰다. 그는 파리 근교에 점성술을 위한 관측소를 세웠다. 1555년에, 미셸 드 노스트르담(노스트라다무스)은 점성술에 대한 주요 작품을 출판했는데, 그것으로 인해 그는 그녀의 궁정 점성가가 되었고 "마법사"로 칭송받았다. 그 작품은 그의 추종자들에 의해서 여전히 한 점성술 분야의 권위서로 여겨진다. 잘 알려진 또 다른 사람은 여러 점의 점성술 논문을 출판한 루카 가우리코로서, 그는 교황 레오 10세와 클레멘스 7세의 궁정 점성가가 되었다.

결과적으로, 위의 인용문은 대중에서의 점성술의 분열을 암시한다. 그 당시의 대중은 코페르니쿠스 체계의 인지적 우세와 자연과학의 실험적 조사의 발생에 기인하는 서양 기독교를 교육받았고, 그들의 환멸은 "점성학적 협잡"의 "의사과학적 예언의 지혜"를 남용케 했다. 그러나, 점성술은 19세기에 이지러졌고, 20세기에 다시 관심을 끌기 시작했는데, 그 불꽃은 "한 농민"에게서 일어났고, 점성술은 그것의 비과학적 신비주의에도 불구하고, 상당한 인기를 얻게 되었다.

다시 또, 점성술은 여전히 비학에 대한 신앙을 갖고 있는 계급들 사이에서 조차도 위상을 잃은 통속적인 미신의 단계로 빠져들었다. 한 농민은 본연의 점성술에 대한 그의 신념을 고수했고, 인쇄와 대중 교육을 통해 그러한 믿음은 널리 전파되었다. 인쇄기를 통해 시골의 빈곤층 사이에서 농민 자신의 경험으로 입증된 정보를 수록하고 있는 농사력이 널리 전해졌을 뿐만 아니라, 점성술의 공상적인 내용이 수록된 값싸고 이해하기 쉬운 많은 양의 서적들이 보급되었다. 최근 수십년간의 주목할 만한 물리학적 발견들과 사람들의 세계에 대한 고상한 철학종교적 개념을 향한 고양된 열정 그리고 현대 문화에 대한 심화된 민감성이 모두 연관되어 하찮은 미신들로 여겨지는 것들 사이에 숨겨져 있던 점성술을 표면 위로 떠오르게 했다. 아마도 전적으로 거부할 수 없는 듯한 신비주의적 사상들의 성장이 사회에 점성술을 다시 소개하고 있다.

위의 글이 작성될 당시에 로마 가톨릭교회는 점성술에 대한 열정이 식어 있었지만, 이 인용문 특히 마지막 줄은 점성술의 적법한 사용이 허용된 약간의 자유재량이 있음을 명백케 한다. 그것의 의향은 아마도 학자들과 신학자들 그리고 성직자들이 의해 점성술이 연구되는 것에 대한 허락일지도 모른다. 그러나, 그것은 점술이나 개인적인 순간적 예언 또는 미신의 신봉을 위해 사용되는 현대 점성술에 대한 지지는 명확치 않다.
동시에, 그것은 (이설로써) 가톨릭주의적 파문을 야기하는 것으로 여겨지지 않는다. 위 글의 실제적인 요점은 점성술이 현대의 과학적 추론을 배척할 뿐이라는 따라서, 서방 교회에서의 그것의 유용성은 미미한 것이 되었다는 관점을 가진다. 최근에 교회 내외에서 점성술의 출현은 표면적으로는 현대 과학과 조화되지 않지만, 르네상스 동안에 그랬던 것처럼 분명 오늘날에도 과학이 우리의 우주에 대한 지식을 향상시키는 것만큼 부각되고 있다.

## 같이 보기
- 성경의 점성술
- 기독교 점성술
- 기독교 신비주의
- 밀교적 기독교
- 이슬람 점성술
- 점성술의 유대교 관점
- 마자로트